# V-ray
V-Ray – silnik renderujący wykorzystywany w oprogramowaniu do tworzenia trójwymiarowej grafiki komputerowej.
Twórcami tego silnika są Vladimir Koylazov i Peter Mitev z firmy Chaos Group założonej w 1997 roku w Sofii w Bułgarii.
Jest to silnik renderujący, który używa bardzo zaawansowanych technik jak np. algorytm globalnego oświetlenia (global illumination), path tracing, mapowanie fotonowe (photon mapping), irradiance map oraz directly computed global illumination.
Użycie tych technik daje o wiele lepsze rezultaty niż standardowe silniki renderujące, w które zaopatrywane są aplikacje do tworzenia trójwymiarowej grafiki komputerowej; generalnie rendering używający tych technik wydaje się bardziej fotorealistyczny dla ludzkiego oka, ponieważ faktyczne efekty oświetlenia są bardziej realistycznie odzwierciedlone. Jedyną wadą tych technik jest większe zapotrzebowanie na moc obliczeniową w związku z dużą ilością skomplikowanych obliczeń.
V-ray jest używany przy tworzeniu produkcji filmowych; jest również w szerokim zakresie używany przy tworzeniu realistycznych scen 3d na potrzeby architektury.

## Kompatybilność
V-Ray jest kompatybilny z takimi aplikacjami jak: Sketchup, Autodesk 3ds max, Blender, Maya, Rhino, TrueSpace i Cinema 4d, jak także z 32 oraz 64-bitową architekturą.

## V-Ray i Autodesk 3ds Max
V-Ray jest szeroko stosowany jako silnik renderujący zastępujący silniki wbudowane w 3ds Max (scanline i mental ray). V-Ray będzie kontynuował kompatybilność z wersjami 3ds Max wydanymi przed przejęciem Discreet przez Autodesk.
V-Ray był później kompatybilny z porzuconym przez Autodesk programem do trójwymiarowego komputerowego wspomagania projektowania Autodesk VIZ.